# راديو إدراكي
الراديو الإدراكي (المدرك) سي آر (CR) هو راديو يمكن برمجته وتهيئته ديناميكيًا لاستخدام أفضل القنوات اللاسلكية في جواره لتجنب تداخل المستخدم والتزاحم. يكتشف هذا الراديو تلقائيًا القنوات المتاحة في الطيف اللاسلكي، وبالتالي يغير بارمترات الإرسال أو الاستقبال الخاصة به للسماح باتصالات لاسلكية متزامنة أكثر في نطاق طيفي معين في موقع واحد. هذه العملية هي شكل من أشكال إدارة ديناميكية للطيف. 

## وصف
استجابة لأوامر المشغل، فإن المحرك الإدراكي قادر على تهيئة بارمترات النظام الراديوي. تتضمن هذه البرامترات «الشكل الموجي والبروتوكول وتردد التشغيل والشبكات». تعمل هذه الوحدة كوحدة مستقلة في بيئة الاتصالات، إذ تتبادل المعلومات حول البيئة مع الشبكات التي تتصل بها ومع أجهزة الراديو الإدراكية الأخرى سي آر. جهاز سي آر «يراقب أداءه باستمرار»، بالإضافة «لقرائته لمخرجات الراديو»، ثم يستخدم هذه المعلومات «لتحديد بيئة التردد اللاسلكي وظروف القناة وأداء الوصلة وما إلى ذلك»، ويعدل «إعدادات الراديو لتقديم الجودة المطلوبة للخدمة وفقًا لمجموعة مناسبة من متطلبات المستخدم وقيود تشغيلية وقيود تنظيمية».
تجمع بعض المقترحات «للراديو الذكي» بين الشبكة اللاسلكية المتداخلة، تغيير المسار الذي تسلكه الرسائل ديناميكيًا بين عقدتين معينتين باستخدام التباعدية التعاونية، الراديو الإدراكي، يغير نطاق التردد الذي تستخدمه الرسائل بين عقدتين متتاليتين على المسار بشكل ديناميكي، والراديو المعرف برمجيًا، يغير البروتوكول الذي تستخدمه الرسالة بين عقدتين متتاليتين ديناميكيًا.
يقول جي إيتش سنايدر ولورانس ليسيج وديفيد واينبرغر وآخرون إن الراديو «الذكي» منخفض الطاقة متفوق بطبيعته على البث الإذاعي القياسي.

## تاريخ
اقتُرح مفهوم الراديو الإدراكي لأول مرة من قبل جوزيف ميتولا الثالث في ندوة في كي تي إيتش (المعهد الملكي للتكنولوجيا في ستوكهولم) في عام 1998 ونُشر في مقال بقلم ميتولا وجيرالد ماغواير جونيور في عام 1999. كانت المفهوم نهج جديد في الاتصالات اللاسلكية، الذي وصفه ميتولا فيما بعد بأنه:
«المرحلة التي تكون فيها أجهزة المساعد الرقمي الشخصي اللاسلكية (بّي دي إيه) والشبكات ذات الصلة ذكية بما فيه الكفاية من الناحية الحسابية حول الموارد اللاسلكية والاتصالات ذات الصلة من كمبيوتر إلى كمبيوتر لاكتشاف احتياجات اتصالات المستخدم كوظيفة لسياق الاستخدام ولتوفير الموارد اللاسلكية والخدمات اللاسلكية الأكثر ملاءمة لتلك الاحتياجات».
يعتبر الراديو الإدراكي هدف يجب أن تتطور نحوه منصة الراديو المعرف برمجيًا: جهاز إرسال واستقبال لاسلكي قابل لإعادة التهيئة بالكامل والذي يعدل تلقائيًا بارمترات الاتصال الخاصة به لمتطلبات الشبكة والمستخدم.
بُنيت الهياكل التنظيمية التقليدية للنموذج التناظري وليست مثالية للراديو الإدراكي. وجدت الهيئات التنظيمية في العالم (بما في ذلك لجنة الاتصالات الفيدرالية في الولايات المتحدة وأوفكوم في المملكة المتحدة) بالإضافة إلى حملات قياس مستقلة مختلفة أن معظم طيف الترددات الراديوية لم يستخدم بكفاءة. تُحمل نطاقات الشبكة الخلوية بصورة زائدة في معظم أنحاء العالم، ولكن لا تُستغل نطاقات التردد الأخرى (مثل ترددات الراديو وراديو الهواة وأجهزة المناداة) بصورة كافية. أكدت دراسات مستقلة أُجريت في بعض البلدان هذه الملاحظة، وخلصت إلى أن استخدام الطيف يعتمد على الزمان والمكان. علاوةً على ذلك، يمنع توزيع الطيف الثابت استخدام الترددات التي نادراً ما تستخدم (تلك المخصصة لخدمات معينة)، حتى في حالة عدم تسبب أي مستخدم غير مرخص في حدوث تداخل ملحوظ في الخدمة المخصصة. تدرس الهيئات التنظيمية في العالم ما إذا كانت ستسمح للمستخدمين غير المرخصين في استخدام النطاقات المرخصة إذا كانوا لن يتسببوا في أي تداخل مع المستخدمين المرخصين. ركزت هذه المبادرات أبحاث الراديو الإدراكي على النفاذ الديناميكي للطيف.